# Wintek

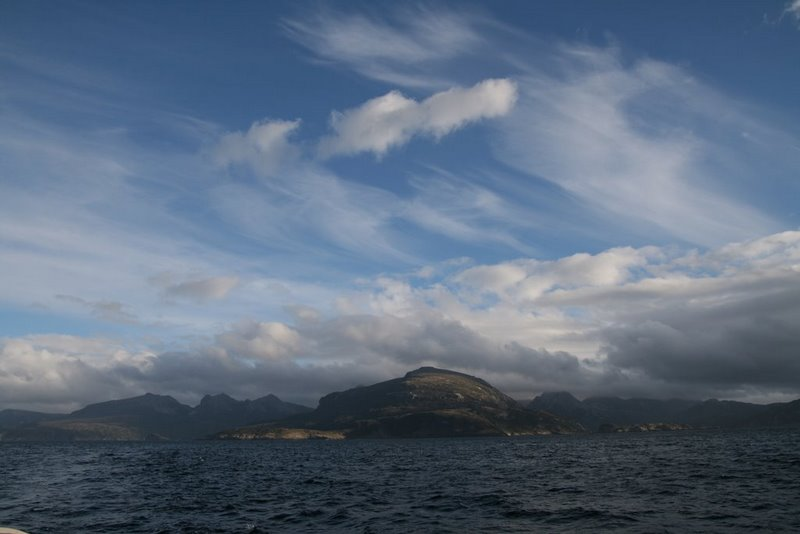
Isla de los Estados vista desde el Estrecho de Le Maire.

El Wintek, en la cosmología selknam y haush, es el sho'on o cielo del Este. De los cuatro sho'on, el Wintek es considerado el más importante por ser el lugar de residencia de Temáukel y el origen de todo lo existente.
A diferencia de los otros tres sho'on, que representaban a una de las estaciones del año, el Wintek simbolizaba a todas las estaciones del año y, posiblemente, incluso al tiempo.
Según la creencia de los selknam y haush, el acceso al Wintek era defendido por la cordillera de la Isla de los Estados, a la cual llamaban K’oin-harri o Kéoin Hurr (Cordillera de las Raíces), la cual evocaba la muralla de una inmensa y misteriosa fortaleza.